# 미국의 르네상스
미국의 르네상스 ( American Renaissance )는 1830년대에서 미국 남북 전쟁에 이르는 시기를 일컫는 미국 문학의 황금기를 일컫는 말이다.  이 용어는 미국의 낭만주의와 같은 말로도 사용된다.  또한 초월주의와도 많은 연관이 있다.

## 개관
F. O. 매티슨은 1941년, 그의 책인 《미국인의 르네상스》에서 "민주주의의 가능성들"에 5명의 작가들을 헌정하였다.  그는 미국의 르네상스적 문장들을 "우리의 민주주의를 위한 문학"으로 표현함으로 국가가 그것을 소유할 것을 주장하였다.
이것은 뉴잉글랜드 지역에서 주로 일어났으며, 전통적인 칼빈주의에서 인본주의로 새로운 관심을 갖도록 미국의 르네상스가 영감을 불어넣었다는 주장이다.  또한 미국의 문학이 영국의 문학과의 차별화를 갖는 것을 원하였다.  즉, 국가주의를 문학을 통해서 나타내려는 움직임으로 작용한 것이다.

## 비평
여러 가지 다양한 비판이 있지만, 그 중에 하나는 과연 미국문학에 르네상스가 존재하였다는 의문이다.  그것은 그 당시의 작가들이 단순히 과거의 스타일과 생각을 가져다가 현대적 감각에 맞도록 재생산했다는 주장이다.  그 주장의 기초에는 그 당시 가장 큰 이슈였던 노예제에 대한 접근이 없었다는 점이다.  또한 여성들의 작품이나 그것의 논의가 없었다는 점이다.  이것은 그 당시에 있었던 특정 백인 남성들의 작품에만 치중되었다는 지적이다.  하지만 그에 대한 반대의견으로 그 당시에는 여성작가들이 거의 없었다는 점이다.  하지만, 매티슨은 아프리카 미국인에 대하여도 여성작가들을 제외했다는 비판이 일었다.  그 당시에 가장 많이 읽혔던 작품들의 작가는 여성작가들로써 해리엇 비처 스토와 패니 퍼언 등이 있음에도 그녀들을 포함시키지 않았다는 지적이다.  하지만, 헤리엇 비처 스토의 톰 아저씨의 오두막은 1970년대 후반에서야 각광을 받기 시작하였다.

## 유명한 작가들

### 랠프 월도 에머슨
《위인이란 무엇인가》, 《자기 신뢰》

### 너새니얼 호손
《주홍글씨》, 《일곱박공의 집》

### 허먼 멜빌
《모비딕》

### 헨리 데이비드 소로
《월든》

### 월트 휘트먼
《풀잎》